# Edward Yourdon
Edward Nash Yourdon (1944 - 20 de janeiro de 2016) foi um consultor de computação, autor de várias obras e professor universitário, e um pioneiro reconhecido na metodologia da Engenharia de Software de programação estruturada.

## Publicações
Yourdon é autor de mais de 550 artigos e de 26 livros desde 1967. Alguns deles são:
- 1967. Real-Time Systems Design. Information & Systems Press.
- 1972. Design of On-Line Computer Systems. sdfHall.
- 1975. Techniques of Program Structure and Design. Prentice Hall.
- 1976. Learning to Program in Structured COBOL, Part I and II. With C. Gane and T. Sarson and T. Lister.

Prentice Hall.
- 1978. Learning to Program in Structured COBOL, Part II. With Timothy R. Lister. Prentice Hall.
- 1979. Structured Design. with Larry L. Constantine. Prentice Hall.
- 1979. Classics in Software Engineering . Prentice Hall.
- 1982. Writings of the Revolution. Prentice Hall.
- 1988. Managing the System Life Cycle. 2ª ed. Prentice Hall.
- 1989. Modern Structured Analysis. Prentice Hall.
- 1994. Decline and Fall of the American Programmer. Prentice Hall.
- 1994. Object-Oriented Systems Development: An Integrated Approach. Prentice Hall.
- 1996. Case Studies in Object-Oriented Analysis and Design. With Carl Argila. Prentice-Hall.
- 1999. The Complete Y2K Home Preparation Guide. With Robert Roskind. Prentice Hall.